# 波多野経朝
波多野 経朝（はだの つねとも）は、鎌倉時代前期から中期の武士。鎌倉幕府御家人。

## 生涯
相模国余綾郡波多野荘を名字の地とする波多野氏の一族で、伊勢国に所領を持った忠綱の子。鎌倉幕府将軍源頼家・実朝に近習として仕え、建暦3年（1213年）芸能達者の者として北条泰時・安達景盛らとともに学問所番のひとりに選出されている。建暦3年（1213年）和田合戦では父とともに幕府方に属し、初日の合戦で先陣を務めた父に従って足利義氏らとともに後退する和田義盛方を追撃。父は三浦義村への悪口が咎められて褒賞を削られたものの、経朝は問題なく戦功を賞された。戦後、一族の広沢実高が和田義盛へ内通を疑われた際には、一族らとともにその弁解を行っている。承久3年（1221年）承久の乱では弟の義重とともに北条泰時軍に属し、美濃摩免戸の戦闘では北条時氏・有時に従って官軍を撃破。続く宇治橋の戦闘では1人を討ち、熊野法印快実の太刀を分捕る高名を立てた。嘉禄3年（1227年）前伊豆国司の家来だったという百姓が後鳥羽法皇の第三皇子と称して策謀を企てていたため由比ヶ浜で捕縛し、その功で美作国に所領を与えられる。
射術に優れ、正治2年（1200年）源頼家が大庭野で狩りを行った際に1射で2匹の狐を射たため「両疋飲羽」と称されている。また和歌にも通じ、天福元年（1233年）端午の和歌会に参加している。